# Maulvibazar Sadar Upazila
Maulvibazar Sadar es una upazila de Distrito de Maulvi Bazar.

## Geografía
Maulvibazar Sadar es una upazila de Distrito de Maulvi Bazar de Sylhet División. Maulvibazar Sadar limita al norte con Balaganj Upazila y Rajnagar Upazila, al sur con Sreemangal Upazila, al este con Kamalganj Upazila y Rajnagar Upazila y al oeste con Nabiganj Upazila y Sreemangal Upazila .
- Datos: Q6792479
- Multimedia: Moulvibazar Sadar Upazila / Q6792479